# (23988) Maungakiekie
(23988) Maungakiekie ist ein Asteroid des Hauptgürtels, der am 2. September 1999 vom britischen Astronomen Ian P. Griffin am Stardome-Observatorium von Auckland in Neuseeland (IAU-Code 467) entdeckt wurde.
Der Asteroid wurde nach der Māori-Bezeichnung für den erloschenen Vulkankegel Maungakiekie / One Tree Hill in Auckland benannt, der für viele Neuseeländer eine wichtige Erinnerungsstätte ist.